# Backgammon

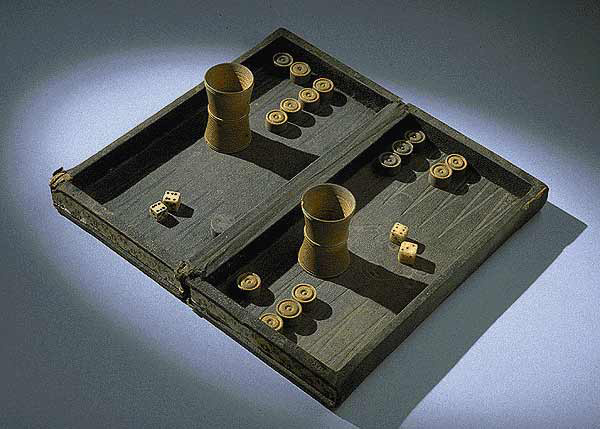
Backgammonspel från 1800-talet

Backgammon är ett bordsspel för 2 personer.
Backgammon går ut på att flytta 15 spelpjäser, som ursprungligen står uppställda enligt den övre bilden här till höger, in i sitt bo. För att avgöra hur långt man får flytta slår man 2 tärningar. Pjäserna flyttas enligt tärningarna, med undantag för om man får samma siffra på båda tärningarna (1-1, 2-2 osv.). Då flyttar man pjäserna två gånger siffran på tärningarna, till exempel 1-1-1-1. En spelpjäs måste landa på de rutor som motsvaras av tärningsslaget. Det går således inte att lägga ihop till exempel 1-1-1-1 eller 5-6 så att det blir 4 respektive 11. Om en pjäs inte kan mellanlanda får den inte flyttas längre än dit den sist kan landa.
Spelets grundidé bygger på sannolikhetsberäkningar, där möjligheten att påverka oddsen är att dels blockera vägen för motståndaren, dels slå ut motståndarens pjäser så att motståndaren får börja med pjäsen från början av spelplanen. Det får stå hur många pjäser som helst på en och samma spelruta, men om det bara står en pjäs på en spelruta kan motståndaren slå ut denna med en av sina egna pjäser. Om en spelare har två eller flera pjäser på samma spelruta äger motståndaren ej tillträde till den spelrutan. När en spelare hämtat hem alla sina spelpjäser till sin egen hemkvadrant, sista kvadranten på spelplanen, får spelaren plocka ut sina spelpjäser enligt de tärningsslag spelaren får (spelplanen har 24 rutor, och hemkvadranten således 6 rutor). Om man inte har någon pjäs på den ruta som representeras av tärningen, får man plocka ut pjäser som står längre fram på spelplanen (om man får en 6:a och bara har spelpjäs på ruta 3, får man plocka ut pjäsen). Förutsättningen för att man ska få plocka ut pjäser som inte representeras av tärningen, är att man inte har någon pjäs på högre ruta än tärningen visar. En strategi för en motståndare som sackat efter, kan därför vara att stanna kvar i hoppet om att motståndaren blir tvungen att lämna en eller flera enkla pjäser ("blottor") som då kan slås ut.

## Dubblering
När en spelare finner att hans eller hennes odds är i tillräckligt stor fördel i förhållande till motståndaren kan spelaren, innan spelaren slår tärningarna, välja att erbjuda dubblering. Om motståndaren nekar, vinner den som erbjudit dubbleringen. Om dubbleringen accepteras dubblas poänginsatsen för omgången. När man accepterat en dubblering får man enskilt rätten att nästa gång erbjuda dubblering. Dubbleringstärningen har värdena 2, 4, 8, 16, 32 och 64 poäng men det finns ingen övre gräns för hur många gånger spelarna får dubbla i ett parti. Det är därför inte särskilt klokt att dubblera tidigt i matchen, eftersom man då ger motståndaren fördelen att bjuda tillbaka dubbleringen om oddsen skiftar över till dennes fördel.

## Poängfördelning
Poängen fördelas enligt följande: Om man vinner en vanlig match utan att dubbleringstärningen använts tilldelas vinnaren 1 poäng. Om motståndaren inte hunnit plocka ut någon av sina spelpjäser när den andre spelaren plockat ut alla sina, tilldelas istället 2 poäng (en s.k. "gammon"). Om motståndaren dessutom står kvar i den andre spelarens hemkvadrant, tilldelas 3 poäng (en s.k. "backgammon"). Vid dubblering ökas poänginsatsen genom att multiplicera poängen med dubbleringsindex.
Ju högre målpoäng, desto mindre risk att matchen avgörs genom tur. Vanliga matchserier är 5, 7, 9, 11,13 och upp till 21.

## Historik
Brädspel är ett av de äldsta kända spelen och det har sina rötter i Iran. Dess uppkomst förknippas med den sassanidiske ministern Bozorgmehr Bokhtagan.
Ur de äldre varianterna av brädspel utvecklades backgammon i Storbritannien på 1600-talet. De första officiella reglerna är från 1743.
Det första världsmästerskapet i backgammon gick av stapeln 1965.

## Regler
I första spelomgången slår varje spelare en tärning. Högst får börja med dessa bägge slagna tärningarna. Vid lika antal slår båda spelarna om.

## Regelvarianter
Jacoby rule är en extraregel som oftast används i spel om pengar. Med denna räknas inte extrapoängen för gammons och backgammons om inte dubblingstärningen erbjudits under spelet. Detta snabbar upp spelet, eftersom det inte finns någon anledning för en spelare med stor ledning att spela slut omgången, utan i stället väljer att erbjuda dubblering.

### Nackgammon
Nackgammon är en variant som ofta används för att öva upp den matematiska skickligheten i backgammon. Skillnaden mellan vanlig backgammon och nackgammon är att man i nackgammon börjar med två pjäser på ruta nummer 23. Pjäserna tas från ruta 13 respektive ruta 6. På dessa rutor ska det alltså finnas fyra pjäser.
Varianten har fått sitt namn från sin skapare, den flerfaldige världsmästaren Nack Ballard.

### Chouette
Chouette är en variant för tre eller flera spelare. En av spelarna har rollen som "gubben i lådan" och spelar ensam mot alla de övriga. Dessa utgör tillsammans ett lag, i vilket en av spelarna har rollen som kapten, som är den som hanterar tärningarna och flyttandet av pjäserna. Kaptenen får under spelets gång diskutera varje drag med sina lagmedlemmar. Fördelningen av de olika rollerna mellan deltagarna bestäms av ett inledande tärningskast och växlar sedan enligt en fastställd ordning.

## Berömda backgammonspelare
- Bill Robertie, vunnit VM 2 gånger.
- Jörgen Granstedt, Sverige, vunnit VM 3 gånger. 1999, 2001 och 2016
- Paul Magriel, vunnit VM och skrivit en bok om backgammon som heter just Backgammon.